# Belohnungstheorie
Die Belohnungstheorie ist eine positive Theorie zur Rechtfertigung der staatlichen Gewährung eines – zeitlich begrenzten – Ausschließlichkeitsrechts in Gestalt eines Patents an den Erfinder (oder dessen Rechtsnachfolger), § 6Patentgesetz (PatG). Die Belohnungstheorie wird heute, neben der Anspornungstheorie, als die wichtigste Rechtfertigungstheorie angesehen.

## Bedürfnis nach Rechtfertigung der Patentgewährung
Eine Rechtfertigung der Patentgewährung wird generell für notwendig erachtet, weil Monopole grundsätzlich im Widerspruch zu einem ungehinderten Wettbewerb der Marktteilnehmer stehen, einer der wichtigsten Komponenten der seit Alfred Müller-Armack in der Bundesrepublik Deutschland geltenden und allgemein anerkannten freien und sozialen Marktwirtschaft. Monopole stehen einem freien Wettbewerb als hinderlich entgegen, weil sie einen einzelnen Marktteilnehmer, nämlich den Monopolinhaber, gegenüber anderen Marktteilnehmern bevorteilen.

## Die Belohnung des Erfinders für seine soziale Leistung
Nach der Belohnungstheorie wird dem Erfinder (oder seinem Rechtsnachfolger) dafür, dass er durch seine Erfindung, die Anmeldung derselben zum Patent und die damit einhergehende Offenbarung der Erfindung gemäß § 31PatG der Allgemeinheit einen nützlichen Dienst (eine soziale Leistung) erwiesen hat, ein Vorteil („Lohn“) zuerkannt, indem ihm der Staat ein Patent und damit ein zeitlich begrenztes Ausschließlichkeitsrecht an der Erfindung gewährt. Kurz gesagt, dem Erfinder gebühre das Patent als Anerkennung und Lohn für seine geistige Arbeit.

## Historischer Ursprung der Belohnungstheorie
Die Belohnungstheorie lässt sich auf den englischen Philosophen und Nationalökonom John Stuart Mill zurückführen. Dieser wandte sich zwar stets gegen Monopole, befürwortete aber gleichwohl Patente als gerechtfertigte Belohnung des Erfinders. Die von Mill erstmals ausdrücklich formulierte Idee einer Belohnungstheorie basiert auf dem Grundprinzip der Gerechtigkeit und orientiert sich ganz konkret an den in der Wettbewerbspraxis herrschenden Gegebenheiten: Der Erfinder soll, um seinen gerechten „Lohn“ in Form von erzieltem Gewinn tatsächlich realisieren zu können, durch das ihm erteilte Ausschließlichkeitsrecht einen ausreichenden Vorsprung vor Konkurrenten (Nachahmern) gesichert erhalten. Machlup sieht hinter der Belohnungstheorie die Grundidee stehen, dass das Patentsystem einen funktionierenden Wettbewerb zu schaffen vermag.

## Kritik
Kritiker jeglichen Patentschutzes könnten gegen die Belohnungstheorie einwenden, es müsse nicht jemand dafür belohnt werden, dass er – mehr oder weniger zufällig – einen technischen Gedanken als erster offenbare, der in Wirklichkeit aus dem Gesamtwissen der Gesellschaft entsprungen sei. Auch könnte man der Belohnungstheorie entgegnen, dass aus ihr keineswegs zwingend ein sich auf Ausschließlichkeitsrechte stützendes Patentsystem folgen müsse. Es genüge vielmehr, dem Erfinder Anerkennung und einen Vergütungsanspruch gegenüber dem Staat zuteilwerden zu lassen. Als problematisch würde es sich allerdings erweisen festzulegen, nach welchen Kriterien sich der Vergütungsanspruch im jeweiligen Einzelfall bestimmen soll.
Den Kritikern der Belohnungstheorie muss im Übrigen entgegengehalten werden, dass der Erfinder, nachdem er seine Idee durch Formulierung und Einreichung einer Patentanmeldung sowie (nach 18 Monaten erfolgender) Offenlegung derselben der Allgemeinheit zugänglich gemacht hat, noch keineswegs sicher sein kann, dass er seine „Belohnung“ in Form eines (erteilten) Patents letztlich auch erhält. Denn, selbst wenn der Erfindungsgedanke das Erfordernis der Neuheit erfüllt, so muss er – neben einer gewerblichen Anwendbarkeit – zusätzlich noch „Erfindungshöhe“ aufweisen, d. h. „auf einer erfinderischen Tätigkeit beruhen“, § 1 Abs.1 PatG. Vornehmlich das letztgenannte gesetzliche Erfordernis führt nämlich in der Praxis dazu, dass nur etwa auf ein Drittel aller eingereichten Patentanmeldungen nach Abschluss des (strengen) patentamtlichen Prüfungsverfahrens schließlich auch ein Patent erteilt wird.